# Abelis Klenickis
Abelis Klenickis (født 14. juli 1904 i Taurage - død 14. maj 1990 i Vilnius, Litauen) var en litauisk komponist, dirigent, violinist og lærer.
Klenickis studerede komposition på Musikkonservatoriet i Kaunas, og direktion på Musikkonservatoriet i Moskva. Han skrev en symfoni, orkesterværker, kammermusik, koncertmusik, operaer, oratorier, kantater etc.
Klenickis underviste i komposition på Musikkonservatoriet i Vilnius og var aktiv som udøvende violinist og dirigent.

## Udvalgte værker
- Symfoni (1982) - for orkester
- Violinkoncert (1929) - for violin og orkester
- Sinfonietta (1962) - for orkester
- Variationer (1971) - for kammerorkester